# Epizoanthus paguriphilus
Epizoanthus paguriphilus is een Zoanthideasoort uit de familie van de Epizoanthidae. De wetenschappelijke naam van de soort is voor het eerst geldig gepubliceerd in 1883 door Verrill.